# Kapetanovo Polje
Kapetanovo Polje falu Horvátországban Pozsega-Szlavónia megyében. Közigazgatásilag Pakráchoz tartozik.

## Fekvése
Pozsegától légvonalban 48, közúton 63 km-re, községközpontjától légvonalban 10, közúton 12 km-re északnyugatra, Nyugat-Szlavóniában, a Bijela-patak völgye feletti magaslaton fekszik. Nyugatról Govedje Polje, délről Toranj, keletről Ploštine határolja.

## Története
A település a 19. század második felében keletkezett Obrijež nyugati, Kapetanovo Polje nevű határrészén, a pakráci uradalom területén. Lakói Magyarország területéről érkezett dunai svábok és a Dolomitok aljáról betelepült olaszok voltak. A településnek 1890-ben 371, 1910-ben 343 lakosa volt. 1910-ben a népszámlálás adatai szerint lakosságának 86%-a német, 16%-a olasz anyanyelvű volt. Pozsega vármegye Pakráci járásának része volt. Az első világháború után 1918-ban az új szerb-horvát-szlovén állam, majd később (1929-ben) Jugoszlávia része lett. 1944 februárjában a falu német lakossága a partizánok elől menekülésre kényszerült. Hat hónapi viszontagságos vándorlás után érkeztek meg Ausztriába. Helyükre a háború után szerbek és horvátok települtek. 1991-ben lakosságának 39%-a olasz, 30%-a szerb, 16%-a horvát, 3%-a cseh nemzetiségű volt. 2011-ben 35 lakosa volt.

## Lakossága
| Lakosság változása | Lakosság változása | Lakosság változása | Lakosság változása | Lakosság változása | Lakosság változása | Lakosság változása | Lakosság változása | Lakosság változása | Lakosság változása | Lakosság változása | Lakosság változása | Lakosság változása | Lakosság változása | Lakosság változása | Lakosság változása |
| ------------------ | ------------------ | ------------------ | ------------------ | ------------------ | ------------------ | ------------------ | ------------------ | ------------------ | ------------------ | ------------------ | ------------------ | ------------------ | ------------------ | ------------------ | ------------------ |
| 1857               | 1869               | 1880               | 1890               | 1900               | 1910               | 1921               | 1931               | 1948               | 1953               | 1961               | 1971               | 1981               | 1991               | 2001               | 2011               |
| 0                  | 0                  | 0                  | 371                | 298                | 343                | 322                | 295                | 250                | 238                | 218                | 150                | 115                | 67                 | 53                 | 35                 |